# Selenophorus flavilabris
Selenophorus flavilabris är en skalbaggsart som beskrevs av Pierre François Marie Auguste Dejean. Selenophorus flavilabris ingår i släktet Selenophorus och familjen jordlöpare. Inga underarter finns listade i Catalogue of Life.